# 刑法志
刑法志，中国古代对于各该朝代刑事立法与司法制度的概括叙述，中国古代纪传体断代史书志书之一。
刑法志是对各该朝代刑法史的概括叙述，记载各该朝代的律令和司法制度方面的创始和演变情况以及作者的评语。专记一朝或数朝法律政令制度及其沿革、变化之事。其内容一般包括：礼与刑的关系；法、刑的起源、目的、作用；刑事立法的指导思想和实践；重要罪名、刑种和刑罚制度的创制与变革；审判制度与司法实际情况；监狱制度。
东汉班固的《汉书》首创这一体例，记中国古代法律制度沿革及汉代律令，为有关法律史的重要典籍。后为各代史书所沿袭，如二十四史中的《晋书》、《魏书》、《隋书》、《旧唐书》、《新唐书》、《旧五代史》、《宋史》、《辽史》、《金史》、《元史》、《明史》及《清史稿》都有“刑法志”，其中《魏书》称“刑罚志”。各篇篇幅不等，但其内容大致相同。近代人丘汉平所编《历代刑法志》，就是将各朝代史书中的刑法志汇集在一起。

## 延伸阅读
[在维基数据编辑]
 《漢書/卷023》，出自班固《漢書》